# گئوبروه یکم
گئوبروه (به پارسی باستان: 𐎥𐎢𐎲𐎽𐎢𐎺؛ نویسه‌گردانی: Gaubᵃruva⁠؛ به زبان یونانی باستان: Γωβρύης؛ نویسه‌گردانی: Gōbrúēs؛ یا به زبان یونانی باستان: Γοβρύας؛ نویسه‌گردانی: Gobrúas؛ به زبان ایلامی: Kambarma) یا اوگبارو (Ug-ba-ru)، حاکم سرزمین گوتیام (یعنی قسمت غربی ماد و شمال شرقی آشور در کوهستان زاگرس) و دستیار ارشد نظامی کوروش بزرگ بود. به عنوان فرمانده ارتش مادی-پارسی کوروش، گوبریاس بابل را بدون جنگ، مطابق با «سال‌شمار نبونئید» در ۱۲ اکتبر ۵۳۹ پ. م (۱۶ اُم ماه Tašrītu) فتح کرد. بعد از ورود موفقیت‌آمیزش به شهر، در ۲۹ اکتبر (۳ اُم ماه Araḫsamnu)، کوروش او را به سمت فرماندار بابل منصوب کرد، که خود گوبریاس (در اینجا با تلفظ متفات Gu-ba-ru خوانده می‌شود)، چند نفر را به عنوان افسران منطقه‌ای در بابل منصوب کرد. از این‌رو، به نظر می‌رسد که او اولین ایرانی بود که فرماندار بابل شد. با این‌وجود، او مدت کوتاهی بعد، در ۱۱ اُم ماه Araḫsamnu همان سال (یعنی ۶ نوامبر ۵۳۹ پ. م)، یا به گفته ویلیام شا (William H. Shea)، در سال بعدترش (یعنی ۲۷ اکتبر ۵۳۸ پ. م) درگذشت.

## اسامی مختلف
به نظر می‌رسد که احتمال قطعی وجود دارد که ارتباطی بین این شخص و گوبریاس آشوری (یعنی بابلی) که در جزئیات تفصیلی و به شکل حکایت که گزنفون نوشته‌است (با وجود اینکه شامل برخی بیش و کم اطلاعات موثقی است) مرتبط است. همان گوبریاسی است که گزنفون، او را پیش از سقوط بابل، «پیرمرد» می‌خواند، همچنین در کتاب دانیال (بنگرید به آیات ۵:۳۱, ۶:۱–۲ و غیره)، او «داریوش مادی»، شاه بابل خوانده شده‌است.

## برای مطالعهٔ بیشتر
- بریان، پیر (۱۳۸۷). امپراتوری هخامنشی. ج. ۱. ترجمهٔ ناهید فروغان. تهران: نشر فرزان روز. شابک ۹۶۴-۳۲۱-۰۷۸-۲.
- داندامایف، محمد ع (۱۳۸۹). تاریخ سیاسی هخامنشیان. ترجمهٔ فرید جواهر کلام. تهران: نشر و پژوهش فرزان روز. شابک ۹۷۸-۹۶۴-۳۲۱-۳۱۰-۷.
- داندامایف، محمد ا (۱۳۹۱). ایرانیان در بابل هخامنشی. ترجمهٔ محمود جعفری دهقی. تهران: انتشارات ققنوس. شابک ۹۷۸-۹۶۴-۳۱۱-۹۸۲-۹.

- William H. Shea, “Darius the Mede: An Update,” Andrews University Seminary Studies 20, 1982, pp. 229–47.